# Президентские выборы в США (1820)
Президентские выборы в США 1820 года прошли с 1 ноября по 6 декабря 1820 года. Голосование прошло в разгар Эры доброго согласия и действующий президент от демократическо-республиканской партии Джеймс Монро одержал победу на переизбрании без серьезного противника. Это были третьи и самые последние президентские выборы в Соединенных Штатах, на которых кандидат в президенты баллотировался фактически без сопротивления (Джордж Вашингтон дважды в 1789 и 1792 годах избирался президентом без оппозиции).
Монро и его вице-президент Дэниел Д. Томпкинс практически не столкнулись с каким противодействием со стороны других демократов-республиканцев в их стремлении к переизбранию на второй срок. Тем временем оппозиционная Федералистская партия находилась в упадке после англо-американской войны 1812 года. Федералисты выдвинули кандидата на пост вице-президента, но не смогли номинировать кандидата в президенты, оставив Монро без организованной оппозиции.
Монро получил все голоса выборщиков, кроме одного. Государственный секретарь Джон Куинси Адамс получил единственный голос выборщика от бывшего губернатора Нью-Гэмпшира Уильяма Пламера. Девять различных федералистов получили голоса выборщиков на пост вице-президента, но Томпкинс всё равно выиграл переизбрание с большим отрывом. Ни один другой кандидат в президенты в дальнейшей истории США не сравнялся с Монро по доле голосов выборщиков. Победа Монро была последней из шести побед подряд жителей Вирджинии на президентских выборах (дважды Джефферсон, дважды Мэдисон и дважды Монро). Это были последние выборы, на которых действующий президент и вице-президент вместе были переизбраны до 1916 года, когда Вудро Вильсон и Томас Маршалл смогли переизбраться.

## Кампания
Основными вопросами, с которыми столкнулись США накануне выборов, были депрессия, распространившаяся после паники 1819 года, и расширение рабства на новые территории. Однако, на выборах Джеймс Монро не встретил никакой оппозиции своей кандидатуре. Количество голосов Массачусетса было снижено с 22 до 15, чтобы включить Мэн в качестве свободного штата в противовес новому рабовладельческому штату Миссури. Кроме этого, впервые в президентских выборах участвовали присоединившиеся штаты Миссисипи, Иллинойс и Алабама.

## Результаты

### Голосование
| Кандидат                                | Партия                                | Кол-во голосов | Кол-во голосов | Выборщики |
| Кандидат                                | Партия                                | Количество     | %              | Выборщики |
| --------------------------------------- | ------------------------------------- | -------------- | -------------- | --------- |
| Джеймс Монро                            | Демократическо-республиканская партия | 85 443         | 78,34%         | 228/231   |
| нет кандидата                           | Федералистская партия                 | 20 660         | 18,94%         | 0         |
| Девитт Клинтон                          | Демократическо-республиканская партия | 1 893          | 1,74%          | 0         |
| Выборщики, не связанные обязательствами | нет                                   | 1 066          | 0,98%          | 0         |
| Джон Куинси Адамс                       | Демократическо-республиканская партия | —              | —              | 1         |
| Всего                                   | Всего                                 | 109 062        | 100,0%         | 229/232   |

### Голосование выборщиков
Единственным выборщиком, проголосовавшим против Монро был Уильям Пламер, бывший сенатором США и губернатор Нью-Гемпшира. Пламер отдал свой голос за государственного секретаря Джона Куинси Адамса. Хотя легенда гласит, что это было сделано для того, чтобы гарантировать, что Джордж Вашингтон останется единственным американским президентом, единогласно избранным Коллегией выборщиков, на самом деле, Пламер считал, что Монро был посредственным президентом, а Адамс справится с этими обязанностями лучше. Кроме того, Пламер отказался голосовать за Томпкинса на пост вице-президента, характеризовав его как «крайне несдержанного», не имеющего «того веса характера, который требуется для его должности», и «потому что он грубо пренебрег своим долгом» в своей «единственной» официальной роли председателя Сената, «отсутствуя почти три четверти времени». В конечном итоге Пламер проголосовал за Адамса на пост президента и Ричарда Раша на пост вице-президента. Таким образом, он предвосхитил список партии Национальных республиканцев 1828 года, так как Адамс и Раш баллотировались вместе спустя 8 лет. Известно, что в ответ на голосование Пламера Адамс почувствовал «удивление и огорчение».